# Zleep Hotels
Zleep Hotel er en dansk hotelkæde grundlagt i 2003 af Peter Haaber med det første hotel Zleep Hotel Airport i Kastrup. Siden er der kommet 10 hoteller til, hvoraf nogle er nybyggede, mens andre er eksisterende hoteller, som er blevet renoveret og omdøbt. Zleep Hotels har udover de eksisterende hoteller også 4 bekræftede hoteller i pipeline, Aarhus Nord (Skejby) som åbner juni 2019, Zleep Hotel Lyngby (2020), Zleep Hotel Hillerød (2020) og Zleep Hotels Copenhagen Arena (2020). Målet er at drive 40 hoteller i 2025. 

## Hoteller
Pr. 1. januar 2019 omfatter Zleep Hotels 
- Zleep Hotel Ballerup
- Zleep Hotel Billund
- Zleep Hotel Copenhagen Airport (tidl. Best Western Bel Air Copenhagen Hotel)
- Zleep Hotel Copenhagen City (Vesterbro, København)
- Zleep Hotel Kalundborg
- Zleep Hotel Kolding
- Zleep Hotel Ishøj
- Zleep Hotel Roskilde (tidl. Hotel Prindsen)
- Zleep Hotel Aarhus Syd (tidl. Hotel Mercur)
- Zleep Hotel Upplands Väsby, Stockholm
- Zleep Hotel Aalborg
- Zleep Hotel Aarhus Nord (Åbner juni 2019)
- Zleep Hotel Lyngby (Åbner i 2020)
- Zleep Hotel Hillerød (åbner i 2020)
- Zleep Hotel Copenhagen Arena (Åbner i 2020)